# Архиепархия Мериды-Бадахоса
Архиепархия Мериды-Бадахоса (лат. Archidioecesis Emeritensis Augustanus-Pacensis, исп. Archidiócesis de Mérida-Badajoz) — католическая архиепархия латинского обряда, расположенная в автономном сообществе Эстремадура, Испания.

## История
Епархия в Мериде существовала в период вестготского королевства, но была уничтожена в 711 году во время арабского завоевания Испании.
Вскоре после отвоевания региона в ходе Реконкисты в 1225 году была создана епархия Бадахоса, который с этого момента стал церковной столицей Эстремадуры. Первым епископом стал Педро Перес, поддержанный королём Альфонсо X. 28 июля 1994 года епархия Бадахоса получила статус архиепархии и стала называться архиепархия Мериды-Бадахоса.

## Современное состояние
Архиепархия служит митрополией для двух суффраганных епархий — Кории-Касереса и Пласенсии. С 2015 года архиепархию возглавляет архиепископ Сельсо Морга Ирусубьета. Кафедральный собор епархии — собор Святого Иоанна Крестителя в городе Бадахос. Сокафедральный собор — Собор Санта-Мария-дель-Кастильо (Мерида). Современное латинское название епархии происходит от старинных названий Мериды (Emerita Augusta) и Бадахоса (Civitas Pacensis).
По данным на 2004 год епархия насчитывала 581 414 католиков, 218 приходов и 327 священников.